# Kjótská univerzita
Kjótská univerzita (japonsky 京都大学) je univerzita sídlící v japonském městě Kjóto. Je řízena ministerstvem vzdělávání, patří mezi sedm nejvýznamnějších japonských vysokých škol a účastní se projektu Top Global University, zaměřeného na výuku v angličtině.

## Historie
Je po Tokijské univerzitě nejstarší v Japonsku. Byla založena roku 1869 v Ósace jako Chemická škola, roku 1886 se přestěhovala do současného sídla v kjótské čtvrti Jošida a roku 1897 se stala součástí systému císařských univerzit. Roku 1899 přibyla právnická a lékařská fakulta a v roce 1906 fakulta literatury.

## Organizační struktura
Univerzitu navštěvuje 13 800 studentů řádného a 9 600 doktorandského studia (rok 2015), vyučuje na ní 3 500 pedagogů. Má deset fakult, osmnáct doktorských programů a čtrnáct výzkumných ústavů.
- Fakulta humanitních studií
- Fakulta literatury
- Pedagogická fakulta
- Právnická fakulta
- Ekonomická fakulta
- Přírodovědná fakulta
- Lékařská fakulta
- Farmaceutická fakulta
- Zemědělská fakulta
- Technická fakulta

Kjótská univerzita je členem Asociace východoasijských výzkumných univerzit (AEARU) a Asociace univerzit Tichomořského oblouku (APRU). Má 48 sportovních týmů, její baseballisté hrají v lize Kansai Big Six.

## Vědecké úspěchy
Škola patří k nejnáročnějším a nejvýše hodnoceným v Japonsku, ve světovém žebříčku QS World University Rankings byla v roce 2016 klasifikována na 37. místě. Vznikl zde filosofický směr zvaný Kjótská škola, který založil Kitaró Nišida. Zdejší výzkumníci objevili bakterii Ideonella, schopnou rozkládat plastické hmoty. Na univerzitě působil český japanolog Karel Fiala.

### Nositelé Nobelovy ceny
- Hideki Jukawa, fyzika
- Šin’ičiró Tomonaga, fyzika
- Ken’iči Fukui, chemie
- Susumu Tonegawa, lékařství
- Aun Schan Su Ťij, mír
- Rjódži Nojori, chemie
- Makoto Kobajaši, fyzika
- Tošihide Masukawa, fyzika
- Šin’ja Jamanaka, lékařství
- Isamu Akasaki, fyzika

### Nositelé Fieldsovy medaile
- Heisuke Hironaka
- Šigefumi Mori

### Vedení školy
Rektorem je od roku 2014 Džuiči Jamagiwa (山極 壽一, *1952), v pořadí 26.
Předchozí rektoři:
- 25. Hiroši Macumoto (松本 紘, *1942)
- 24. Kazuo Oike (尾池 和夫, *1940)
- 23. Makoto Nagao (長尾 真, *1936)
- 22. Hiroo Imura (井村 裕夫, *1931)
- 21. Jasunori Nišidžima (西島 安則, *1926)
- 20. Tošio Sawada (沢田 敏男, *1919)
- 19. Mičio Okamoto (岡本 道雄, 1913 - 2012)
- 18. Tošio Maeda (前田 敏男, 1908 - 1991)
- 17. Ozuma Okuda (奥田 東, 1905 - 1999)
- 16. Kó Hirasawa (平澤 興, 1900 - 1989)
- 15. Jukitoki Takigawa (瀧川 幸辰, 1891 - 1962)
- 14. Šundžiró Hattori (服部 峻治郎, 1890 - 1983)
- 13. Risaburó Torigai (鳥養 利三郎, 1887 - 1976)
- 12. Tóru Haneda (羽田 亨, 1882 - 1955)
- 11. Kósaku Hamada (濱田 耕作, 1881 - 1938)
- 10. Motooki Macui (松井 元興, 1973 - 1947)
- 9. Šigenao Koniši (小西 重直, 1875 - 1948)
- 8. Šinzó Šindžó (新城 新蔵, 1873 - 1938)
- 7. Torasaburó Araki (荒木 寅三郎, 1866 - 1942)
- 6. Kendžiró Jamakawa (山川 健次郎, 1854 - 1931)
- 5. Masataró Sawajanagi (澤柳 政太郎, 1865 - 1927)
- 4. Micuru Kuhara (久原 躬弦, 1856 - 1919)
- 3. Dairoku Kikuči (菊池 大麓, 1855 - 1917)
- 2. Rjóhei Okada (岡田 良平, 1864 - 1934)
- 1. Hiroši Kinošita (木下 廣次, 1851 - 1910)[4]